# Fort Smith (Montana)
Fort Smith es un lugar designado por el censo ubicado en el condado de Big Horn en el estado estadounidense de Montana. En el Censo de 2010 tenía una población de 161 habitantes y una densidad poblacional de 37,25 personas por km².

## Geografía
Fort Smith se encuentra ubicado en las coordenadas 45°18′46″N 107°56′2″O / 45.31278, -107.93389. Según la Oficina del Censo de los Estados Unidos, Fort Smith tiene una superficie total de 4.32 km², de la cual 3.68 km² corresponden a tierra firme y (14.92%) 0.64 km² es agua.

## Demografía
Según el censo de 2010, había 161 personas residiendo en Fort Smith. La densidad de población era de 37,25 hab./km². De los 161 habitantes, Fort Smith estaba compuesto por el 70.81% blancos, el 0% eran afroamericanos, el 25.47% eran amerindios, el 0% eran asiáticos, el 0% eran isleños del Pacífico, el 1.24% eran de otras razas y el 2.48% pertenecían a dos o más razas. Del total de la población el 1.24% eran hispanos o latinos de cualquier raza.